# Exochus punctatus
Exochus punctatus är en stekelart som beskrevs av Kusigemati 1984. Exochus punctatus ingår i släktet Exochus och familjen brokparasitsteklar. Inga underarter finns listade i Catalogue of Life.